# Asura analogus
Asura analogus är en fjärilsart som beskrevs av Rothschild 1913. Asura analogus ingår i släktet Asura och familjen björnspinnare. Inga underarter finns listade i Catalogue of Life.